# دی ایر
دی ایر (به انگلیسی: Di Air) یک شرکت هواپیمایی است. دفتر مرکزی دی ایر در پودگوریتسا، مونته‌نگرو واقع شده‌است و قطب این شرکت هواپیمایی در فرودگاه پودگوریتسا قرار دارد و به اروپا، پرواز مستقیم انجام می‌دهد.